# Manuel Ávila Camacho (Villa Corzo)
Manuel Ávila Camacho es una localidad del estado mexicano de Chiapas. Es parte del municipio de Villa Corzo.

## Toponimia
El nombre de la localidad rinde homenaje a Manuel Ávila Camacho, presidente de México de 1940 a 1946.

## Demografía
| Gráfica de evolución demográfica |
|                                  |

| Censo | Población |
| ----- | --------- |
| 1950  | 219       |
| 1960  | 380       |
| 1970  | 724       |
| 1980  | 986       |
| 1990  | 1 267     |
| 2000  | 1 312     |
| 2010  | 1 362     |
| 2020  | 1 354     |